# World on Fire
World on Fire — третий студийный альбом Слэша и второй альбом, в записи которого приняли участие вокалист Майлз Кеннеди и группа The Conspirators. Альбом вышел 15 сентября 2014 года.

## Об альбоме
Пластинка стала второй совместной работой бывшего гитариста Guns N' Roses и Velvet Revolver Слэша и его аккомпанирующей группы Myles Kennedy & The Conspirators, в которую вошли Майлз Кеннеди (вокал), Брент Фитц (ударные) и Тодд Кернс (бас-гитара). Альбом вышел на собственном лейбле Слэша Dik Hayd International и распространялся через сеть дистрибьюторов Roadrunner Records в Европе, на Ближнем Востоке, в Африке и Латинской Америке. Пластинка содержала 17 песен, включая одну инструментальную композицию. Продюсером альбома стал Майкл Баскетт, известный по работе с Alter Bridge, Falling in Reverse и Incubus.
В качестве первого сингла была выпущена заглавная песня «World on Fire». Текст композиции был посвящён глобальному потеплению, но также содержал сексуальный подтекст. В поддержку альбома прошло совместное концертное турне с Aerosmith Let Rock Rule.
Стивен Томас Эрлевайн из онлайн-журнала AllMusic оценил альбом на три звезды из пяти. Он упрекнул музыкантов в затянутости материала: «Слэш с Майлзом Кеннеди и The Conspirators производят впечатление, будто они продолжают запись просто потому, что не знают, когда стоит остановиться. Возможно, пара-тройка хороших правок сделала бы пластинку более компактной, но очевидного места для сокращения не видно». В то же время, Эрлевайн отметил гитарное мастерство Слэша, назвав его соло-партии «почти такими же приятными, как его риффы».

## Список композиций
| №                   | Название                 | Длительность |
| ------------------- | ------------------------ | ------------ |
| 1.                  | «World on Fire»          | 4:30         |
| 2.                  | «Shadow Life»            | 4:00         |
| 3.                  | «Automatic Overdrive»    | 3:35         |
| 4.                  | «Wicked Stone»           | 5:27         |
| 5.                  | «30 Years to Life»       | 5:08         |
| 6.                  | «Bent to Fly»            | 4:56         |
| 7.                  | «Stone Blind»            | 3:49         |
| 8.                  | «Too Far Gone»           | 4:07         |
| 9.                  | «Beneath the Savage Sun» | 5:48         |
| 10.                 | «Withered Delilah»       | 3:10         |
| 11.                 | «Battleground»           | 6:59         |
| 12.                 | «Dirty Girl»             | 4:14         |
| 13.                 | «Iris of the Storm»      | 4:00         |
| 14.                 | «Avalon»                 | 3:00         |
| 15.                 | «The Dissident»          | 4:26         |
| 16.                 | «Safari Inn»             | 3:26         |
| 17.                 | «The Unholy»             | 6:48         |
| Общая длительность: | Общая длительность:      | 77:24        |

## Участники записи
- Слэш — соло- и ритм-гитара
- Майлз Кеннеди — вокал
- Тодд Кернс — бас-гитара, бэк-вокал
- Брент Фитц — ударные, электропианино

Студийный персонал
- Майкл «Элвис» Баскетт — продюсирование
- Рон Инглиш — дизайн обложки альбома